# Frans Hartman
Frans Hartman (Warnsveld, 9 mei 1939 – Enschede, 25 februari 2015) was een Nederlands ondernemer en voetbalbestuurder.

## Loopbaan
Hartman was aanvankelijk boekhouder en financieel directeur in het bedrijf van FC Twente-bestuurslid Henk Olijve. Op 1 november 1968 richtte hij samen met zijn vrouw het bedrijf Bemico Stalen Meubelen op, genoemd naar zijn kinderen Bertrand en Miranda. Na een succesvolle introductie van Hartman als merknaam voor een serie tuinmeubelen, werd de bedrijfsnaam in de tweede helft van de jaren tachtig gewijzigd in Hartman.
In 1975, kort na de plotselinge dood van Olijve, werd Hartman zelf bestuurslid van FC Twente. In 1984 volgde hij Ferdinand Fransen op als voorzitter. Hij haalde in 1986 oud-trainer Kees Rijvers terug naar FC Twente in de functie van technisch directeur en Theo Vonk als trainer, onder wiens leiding drie achtereenvolgende jaren een derde plaats in de eredivisie werd behaald.
Hij was Officier in de Orde van Oranje-Nassau.
In 2015 overleed Hartman op 75-jarige leeftijd na een ernstige ziekte. Bij de wedstrijd FC Twente tegen NAC Breda op 28 februari 2015 werd hij herdacht met een minuut stilte. In De Grolsch Veste was enkele dagen erna ook zijn uitvaartceremonie.